# ギラギラ (Adoの曲)
「ギラギラ」（英語: Gira Gira）は、Adoの楽曲。作詞・作曲はてにをは。3作目の配信限定シングルとして2021年2月14日にVirgin Musicからリリースされた。

## 概要
容姿にコンプレックスを持ち悩む主人公の少女が、コンプレックスを克服し、前向きに生きていこうと決意する様子を表現した楽曲。Adoはインタビューで、『孤独のラブソング』がテーマである本楽曲の第一印象について、「『てにをは』さんワールドだ！と思いました。サビの『ギラギラ』というフレーズが印象的だなと。」と述べている。また、「歌詞に共感する部分があり、みなさんもギラギラ・メラメラとこの世界を輝いて生きていってほしいという思いを込めて歌った。」と話している。
Adoの第63回日本レコード大賞特別賞の受賞を記念して、「踊」「ギラギラ」「うっせぇわ」のスペシャルメドレーMVが作成され、TBS系「第63回輝く！日本レコード大賞」にて2021年12月30日放送された。

## チャート成績
2021年2月14日に配信が開始した本楽曲は、2021年2月22日付（集計期間：2021年2月8日～2月14日）のBillboard JAPANダウンロード・ソング・チャート「Download Songs」にて1日のみの集計で39位をマークすると、翌週の同チャートでは6位 (16,166DL) にジャンプアップした。

### 認定とセールス
|                                | 認定 (RIAJ) | 売上/再生回数      |
| ------------------------------ | ----------- | ------------------ |
| ダウンロード                   | ゴールド    | 129,000 DL         |
| ストリーミング                 | ゴールド    | 100,000,000 回再生 |
| *認定のみに基づく売上/再生回数 |             |                    |

## 映像作品
ミュージック・ビデオのイラスト、映像は沼田ゾンビが手掛けている。白を基調としたイラストに、所々青系統の背景を用いたイラストが使用されている。顔の左側に傷跡を持つ主人公の少女が、白いレースのベールの上にティアラを被り、顔の左側の部品が欠けている機械仕掛けの人物をハンマーで壊し、ティアラを引き継ぐ様子が描かれている。コンプレックスを克服して輝いて生きてやると歌う楽曲の世界観を物語で表現している。
配信開始直後から大きな反響を集め、YouTubeに投稿されたミュージック・ビデオの再生回数は、投稿から13日で1,000万回、33日で2,000万回を突破した。

## スタッフ・クレジット
- Naoki Itai - ミックス[24]